# Sagartia pura
Sagartia pura is een zeeanemonensoort uit de familie Sagartiidae. De anemoon komt uit het geslacht Sagartia. Sagartia pura werd in 1858 voor het eerst wetenschappelijk beschreven door Alder. 